# Emirato de Trarza
El Emirato de Trarza era un estado precolonial en lo que es hoy el suroeste Mauritania . Ha sobrevivido como una confederación tradicional de los pueblos seminómadas hasta nuestros días. Su nombre es compartida con la moderna región de Trarza . La población, una mezcla de tribus bereberes , había estado allí por un largo tiempo antes de ser conquistada en el siglo XI por los árabes Hassaniya desde el norte. Los europeos más tarde llamaron a esta gente moros / Maures , y por lo tanto han titulado este grupo "los moros Trarza"

## Historia temprana
Trarza, fundada en medio de la Guerra de Char Bouba entre las tribus locales bereberes y los árabes beduinos conquistadores del Magreb, fue organizado como un estado seminómada dirigido por un príncipe musulmán , o emir . Trarza era uno de los tres poderosos emiratos que controlaban el banco, al noroeste del río Senegal desde el XVII hasta el siglo XIX; los otros eran los emiratos de Brakna y el de Tagant .

## Estructura y sociedad
Las conquistas árabes habían dado lugar a una sociedad dividida según la etnia y la casta. Los linajes "guerreros" o clanes , el Hassane , supuestos descendientes de los conquistadores árabes Beni Hassan mantuvieron la supremacía y comprendían los rangos aristocráticos superiores. Debajo de ellos se clasificaron los linajes "académicos" o "materiales", que conservan y enseñan el islam. Estos fueron llamados morabito (por los franceses) o tribus Zawiya . Las tribus Zawiya estaban protegidas por los señores Hassane a cambio de sus servicios religiosos y el pago de la horma , un impuesto tributario del ganado o mercancías. Mientras que los zawiya fueron explotados en cierto sentido, la relación a menudo era más o menos simbiótica entre estos dos grupos. Pero todavía parte de la sociedad del Sáhara Occidental, fueron las tribus znaga , pueblos que trabajaban en ocupaciones de castas inferiores, como los pescadores, así como los grupos semi-tribales periféricos que trabajan en los mismos campos ( entre ellos las castas "profesionales", mallemin y igawen ). Todos estos grupos se consideran entre el bidan , o los blancos árabes.
Debajo de ellos se clasificaron los grupos conocidos como haratin , la población "negra" (etnia subsahariana). Por lo general, se consideran descendientes de esclavos liberados de orígenes africanos subsaharianos ; algunas fuentes sugieren que eran descendientes de los primeros habitantes del Sahara (Teniendo en cuenta que haratin , término de origen oscuro, tiene un significado diferente en las regiones bereberes de Marruecos). El haratin a menudo vivió sirviendo familias afiliados del bidan (blancos); en este papel, se consideraron parte de la tribu bidan, y no tribus de los suyos.
Debajo de ellos fueron esclavizados personas. Estos eran de propiedad individual o en grupos familiares. A lo más que podían aspirar es a ser liberados y elevarse a la categoría de haratin . Las familias Bidan ricas generalmente llevan algunos esclavos para uso doméstico. Sociedades nómadas tienen un menor uso de mano de obra esclava que lo hacen las sociedades sedentarias. En algunos casos, los bidan utilizan esclavos para trabajar oasis , plantaciones agrícolas , cavar pozos , etc. 
Estas tribus interrelacionadas controlaban territorios distintos: los Emiratos de Trarza, Brakna y Tagant fueron la reflexión política de las castas de las tribus Hassane en el sur de Mauritania. A principios del siglo XX, los franceses utilizaron las tensiones dentro de este sistema para derrocar a los gobernantes de Trarza y sus vecinos y establecer la administración colonial.

## Interacciones con el Sur y los europeos:sigloXVIII
En el siglo XVII, los franceses habían establecido un puesto de comercio en la isla de Saint-Louis , en la desembocadura del río Senegal. Los beduinos de Mauritania llegaron a controlar gran parte del comercio del interior que alcanzó el puesto francés. Trarza y otros emiratos se beneficiaron de sus incursiones contra los no musulmanes al sur por la captura de esclavos en venta y por los impuestos que gravan los estados musulmanes de la zona. Desde mediados del siglo XVIII hasta el siglo XIX, Trarza se involucró profundamente en la política interna de la orilla sur del Senegal. Se allanó y brevemente conquistó o fijo facciones políticas en los reinos de Cayor , Djolof y Waalo.

## Comercio y la guerra: principios delsigloXIX
A medida que la trata de esclavos del Atlántico fue prohibida por Gran Bretaña y Estados Unidos en 1808, Trarza y sus vecinos recogieron los impuestos al comercio, especialmente goma arábiga ( goma arábiga ), que los franceses adquirieron en cantidades cada vez mayores para su uso en la producción de tejido industrial. África Occidental se había convertido en el único proveedor de Goma árabe por el siglo XVIII. Su exportación en Saint-Louis se duplicó en cantidad en la década de los años 1830 por sí solos.
La colección de Trarza de impuestos y su amenaza de pasar por alto Saint-Louis enviando goma a los comerciantes británicos en Portendick , finalmente trajeron al Emirato un conflicto directo con los franceses. Un nuevo emir, Muhammad al Habib , había firmado un acuerdo con el Reino Waalo , directamente al sur del río . A cambio de su promesa de poner fin a las incursiones en territorio Waalo, el emir llevó a la heredera de Waalo como una novia . La perspectiva de que Trarza podría heredar el control de ambas orillas del Senegal se produjo a la seguridad de los comerciantes franceses . Los franceses iniciaron la Guerra Franco-Trarza de 1825 con una gran fuerza expedicionaria que aplastó al ejército de Muhammad . Como resultado, los franceses expandieron su influencia al norte del río Senegal.

## Segunda guerra Franco-Trarza
En los años 1840 y 1850, los franceses en Saint-Louis implementaron una política de expansión a lo largo del valle del río Senegal mediante la construcción de puestos comerciales fortificados y militarmente hacían cumplir los tratados de protectorado con los estados más pequeños en el territorio de la actual Senegal . El Gobernador Protet comenzó esta política, pero alcanzó su clímax bajo Louis Faidherbe . "El Plan de 1854" fueron una serie de órdenes ministeriales interiores dadas al Gobernador Protet; se desarrolló después de las peticiones de los poderosos empresarios de Burdeos basados en la empresa Maurel & Prom , el interés del envío más grande de St. Louis . Se requirió la construcción de fortalezas río arriba con el fin de ordenar más territorio y acabar con el control de África del comercio de la goma arábiga desde el interior.
Trarza había renovado su alianza con Waalo y el hijo de Muhammed Ely fue entronizado en Waalo como brak . Trarza también había formado un pacto con su ex rival y vecino, el Emirato de Brakna , para resistir la expansión francesa . Casi tomaron Saint-Louis en una redada en 1855, pero la expedición punitiva de los franceses fue rápida y decisiva . En la Batalla de Jubuldu el 25 de febrero de 1855, los franceses derrotaron una fuerza Waalo y morisca combinada; asimilaron formalmente (el entonces despoblado) territorio Waalo en la colonia francesa.
Antes de 1860, Faidherbe había construido una serie de fortalezas interiores hasta el río Senegal , a Medine justo debajo de la cascada Felou. Forzó a Trarza y sus vecinos a aceptar el río Senegal como un límite formal de su influencia . Pero con la derrota francesa en la guerra franco-prusiana de 1870, la expansión colonial se desaceleró . El Emirato de Trarza tuvo descanso siempre que mantuvo al norte las posesiones francesas y no interfirió en el comercio. Durante los siguientes treinta años, Trarza cayó en conflictos internos con los Estados vecinos por el control de la Chemama , el área de los asentamientos agrícolas al norte del río . Los comerciantes en Saint-Louis se beneficiaron con la compra de bienes de Mauritania y la venta de armas a las distintas fuerzas árabes , y los franceses rara vez interferían.

## Pacificación:1900-1905
En 1901, el administrador francés Xavier Coppolani comenzó un plan de "penetración pacífica" en los territorios de Trarza y sus emiratos compañeros . Este consistía en una estrategia de divide y vencerás en la que los franceses les prometieron a las tribus Zawiya , y por extensión el haratin , mayor independencia y la protección de la Hassane . En el lapso de cuatro años (1901-1905), Coppolani viajó al área a firmar protectorados sobre gran parte de lo que hoy es Mauritania, y comenzando la expansión de las fuerzas francesas.
Las tribus Zawiya, descendientes de las tribus lideradas por Bereberes anteriores conquistados en el siglo XVII, se mantuvo una casta religiosa en la sociedad musulmana. Produjeron líderes que los franceses llaman (tal vez erróneamente) morabitos . Después de haber sido desarmados por siglos, se apoyaban en los gobernantes Hassane para la protección. Quejas de sus líderes con los gobernantes de Trarza fueron hábilmente explotadas por los franceses.
Durante este período, hubo tres morabitos de gran influencia en Mauritania: El Sheij Sidiya Baba , cuya autoridad era más fuerte en Trarza, Brakna y Tagant ;El Sheij Saad Bu , cuya importancia se extendía a Tagant y Senegal; y el Sheij al Aynin Ma , quien ejerce el liderazgo en Adrar y el norte, así como en el Sáhara español y el sur de Marruecos . Obteniendo el apoyo del Sheij Sidiya y el Sheij Saad contra las depredaciones de los clanes guerreros y en favor de una Pax Gallica , Coppolani fue capaz de explotar los conflictos fundamentales en la sociedad Maure. Su tarea se ve dificultada por la oposición de la administración en Senegal, que no vio ningún valor en las tierras al norte del río Senegal, y por las empresas comerciales en Saint-Louis, a quienes la pacificación significó el fin del lucrativo comercio de armas. Sin embargo, para 1904 Coppolani había sometido pacíficamente Trarza, Brakna y Tagant y había establecido puestos militares franceses en la región central del sur de Mauritania.
Como Faidherbe había sugerido cincuenta años antes, la clave para la pacificación de Mauritania yacía en el Adrar. Allí, El Sheij al Aynin Ma había comenzado una campaña para contrarrestar la influencia de sus dos rivales, los morabitos del sur, el Sheik Sidiya y el Sheij Saad y para detener el avance de los franceses. Debido a que el Sheij Ma al Aynin disfrutó militar, así como el apoyo moral de Marruecos, la política de pacificación pacífica dio paso a la conquista activa. A cambio del apoyo, el Sheij Ma al Aynin reconoció las reclamaciones del sultán marroquí de soberanía sobre Mauritania, que formaron la base de gran parte de la reivindicación de Marruecos a Mauritania a finales del siglo XX. En mayo de 1905, antes de que la columna francesa podría establecerse en Adrar, Coppolani murió en Tidjikdja.

## La resistencia y la ocupación:1905-1934
Con la muerte de Coppolani, la marea cambió en favor del Sheij Ma al Aynin, que fue capaz de reunir a muchos de los Moros con promesas de ayuda marroquí. El gobierno francés vaciló durante tres años, mientras que Sheij Ma al Aynin instó a una jihad para expulsar a los franceses al otro lado del Senegal. En 1908 el coronel Henri Gouraud , que había derrotado a un movimiento de resistencia en el Sudán francés (actual Malí ), tomó el mando de las fuerzas francesas como el comisario del gobierno del nuevo Territorio Civil de Mauritania (creado en 1904), capturando Atar , y recibió la presentación de todos los pueblos Adrar al año siguiente. En 1912 toda la resistencia en Adrar y el sur de Mauritania había sido sofocada. Como resultado de la conquista de Adrar, se estableció la capacidad de lucha de los franceses, y el ascenso de los morabitos-francés apoyado más de los clanes guerreros de la sociedad Maure estaba asegurada.
El combate tuvo un alto costo en los rebaños de los nómadas Maures, que buscaban reponer sus rebaños en la tradicional manera asaltando otros campamentos. De 1912 a 1934, las fuerzas de seguridad francesas fueran frustradas repetidamente por tales incursiones. La última incursión de los nómadas del norte particularmente problemáticos y de largo alcance, los Reguibat , se produjo en 1934, cubrió una distancia de 6.000 kilómetros, y anotó 800 cabezas de ganado, 270 camellos y 10 esclavos. Sin embargo, a excepción de las incursiones menores y ataques ocasionales a Port-Etienne (actual Nouadhibou ) fue atacado en 1924 y 1927, los Moros generalmente se allanaron a la autoridad francesa. Con la pacificación, los franceses adquirieron la responsabilidad de gobernar el vasto territorio de Mauritania.
- Datos: Q1812976